# Academia Europaea
L'Academia Europaea és una associació científica no governamental fundada el 1988 que actua com a acadèmia dins de l'àmbit europeu. Els seus membres són científics i estudiosos que aspiren a promoure l'ensenyament, l'educació i la investigació. Té la seu principal a Londres i diverses oficines en altres ciutats europees com Barcelona. A la Casa de Convalescència es troba l'oficina per al sud d'Europa i la Mediterrània.

## Història
El concepte d'una Acadèmia Europea de les Ciències va ser proposada en una reunió dels ministres europeus de ciència el 1985 a París. La Royal Society britànica va organitzar després una reunió a Londres al juny de 1986 a la qual van assistir Arnold Burgen (Regne Unit), Hubert Curien (França), Umberto Colombo (Itàlia), David Magnusson (Suècia), Eugen Seibold (Alemanya) i Ruud van Lieshout (Països Baixos), que van coincidir en la necessitat d'una Acadèmia Europea.
L'Academia Europaea va ser fundada com l'Acadèmia Europea de les ciències, les humanitats i la literatura, en una reunió celebrada a Cambridge al setembre 1988 sota el primer president, Arnold Burgen. En va fer la conferència inaugural el ministre francès de la ciència, Hubert Curien, que més tard va ser el segon president de l'Acadèmia. La primera sessió plenària es va celebrar a Londres al juny de 1989, quan l'Acadèmia comptava amb 627 membres.

## Ingrés a l'Acadèmia
L'ingrés a l'Acadèmia és per invitació, després d'un procés d'avaluació acadèmica per altres membres.
A finals de 2015 l'Acadèmia comptava amb més de 3.400 membres, procedents de 39 països europeus i quinze de no europeus. Els membres, entre els quals hi ha més de 50 premis Nobel, són experts en diferents àrees del coneixement que s'integren en seccions agrupades en quatre categories: Humanitats, Ciències socials i altres de relacionades, Ciències exactes i Ciències de la vida.

## Seccions de l'Acadèmia
En ingressar a l'Acadèmia, els membres s'assignen a la secció corresponent al seu camp d'estudi, dins de les 22 existents en l'actualitat: 
- Història i Arqueologia
- Estudis Clàssics i Orientals
- Estudis Lingüístics
- Estudis Literaris i de Teatre
- Musicologia, Història de l'art i Arquitectura
- Filosofia, Teologia i Estudis religiosos
- Estudis audiovisulas i Cinema
- Ciències del comportament
- Ciències socials
- Economia, Ciències empresarials i de gestió
- Dret
- Matemàtiques
- Informàtica
- Ciències físiques i Enginyeria
- Ciències químiques
- Ciències de la terra i del cosmos
- Bioquímica i biologia molecular
- Biologia cel·lular i del desenvolupament
- Fisiologia i neurociències
- Biologia d'organismes i evolutiva
- Biologia aplicada i translacional
- Medicina clínica i Veterinària